# A Bá (huyện)
A Bá (tiếng Tạng：rnga-ba, chữ Hán giản thể: 阿坝县, âm Hán Việt: A Bá huyện) là một huyện thuộc châu tự trị A Bá, tỉnh Tứ Xuyên, Cộng hòa Nhân dân Trung Hoa. Huyện này có diện tích 10.435 km2, dân số năm 2002 là 60.000 người. Huyện A Bá được chia thành 1 trấn và 18 hương.
- Trấn: A Bá.
- Hương: Các Mạc, Giáp Nhĩ Đa, Cầu Cát Mã, AN Đấu, Đức Cách, Tứ Oa, Hà Chi, Long Tạng, Oa Nhĩ Mã, Khương Côn, Lạc Nhĩ Đạt, Nhĩ An, An Khương, Mạch Nhĩ Mã, Tuyên Lý, Cố Lạc, Kha Hà, Khoa Sa.